# Euraziatische keuken
De Euraziatische keuken is een 'fusion' keuken, voornamelijk nog voorkomend in Singapore en Maleisië. In zijn algemeenheid verwijst het woord Euraziatisch naar alle mensen van een gemengde Europese en Aziatische afkomst. De Euraziatische keuken echter verwijst naar een samensmelting van voornamelijk Portugese, Nederlandse, Britse, Chinese, Maleise ('Malay') en ook Indiase en Peranakan-invloeden. In deze keuken worden ingrediënten in Europese gerechten vervangen door of aangevuld met Aziatische ingrediënten, en vinden Europese ingrediënten hun weg in Aziatische gerechten.
Voorbeelden hiervan zijn het vervangen van room in Europese recepten door kokosmelk. Of het gebruik van een gedroogde Chinese worst (lap chong) in plaats van chorizo. Tevens het gebruik van o.a. sojasaus, chilipepers en gember. Andersom worden bijvoorbeeld azijn, mosterd en Worchestershire saus gebruikt in Aziatische gerechten.
Er is geen duidelijke definitie van wat typisch Euraziatisch is. Sommige gerechten komen ook voor in bijvoorbeeld de Indische, Indonesische, Maleisische en Chinese keuken. Maar door lokale aanpassingen, bijvoorbeeld binnen een Euraziatische familie, verwordt het tot een Euraziatisch gerecht.

## Gerechten
- Shepherd's pie (Brits): een traditioneel gerecht met vlees en puree met toevoeging van o.a. sojasaus, oestersaus, Chinese paddenstoelen en knoflook.
- Oxtail stew (Brits): gestoofde ossestaart met o.a. kaneel, sojasaus en steranijs.
- Devil's curry (ook curry devil, curry debal) (Portugese invloed): kip in een saus van chilipepers en galangal, azijn en kemirinoten.
- Kueh kochi pulot hitam: een cake van zwarte en witte kleefrijstmeel met een vulling van mungbonen of kokos.
- Komkommersalade met ei, sla, koriander en chili chuka (een dip van chilipepers, suiker, azijn, knoflook, lichte sojasaus en gember).